# K-9 (Looney Tunes)
Pour les articles homonymes, voir K9.
K-9 est un personnage de dessin animé de la série Looney Tunes. C'est un chien martien, compagnon fidèle de Marvin le martien. Tex Avery et Bob Clampett ont créé ce personnage. Sa première apparition se produit dans le cartoon Haredevil Hare en 1948. Par ailleurs, Mel Blanc est le créateur de la voix de K-9.

## Morphologie
K-9 est un chien vert dont l'apparence ressemble vaguement à Pluto, le chien de Mickey Mouse. Ses oreilles tombantes sont d'un vert plus foncé que celui du corps. Sa truffe, elle, est rouge. Tout comme son maître Marvin, K-9 est habillé d'une jupette, porte un casque romain à cimier et des baskets blanches (mais aux quatre pattes !). Sa morphologie évolue peu au cours du temps (il ne porte plus de jupette, cependant).

## Historique et filmographie
K-9 débute dans le cartoon Haredevil Hare, diffusé aux États-Unis le 24 juillet 1948, cartoon dirigé par Chuck Jones et scénarisé par Michael Maltese. Le nom de K-9, comme souvent en anglais, fait allusion phonétiquement à canine, au chien (famille des canidés). K-9 y fait son apparition en même temps que son maître (qui n'a pas encore de nom dans ce cartoon) Marvin le Martien. Ce dernier charge K-9 de chasser le lapin Bugs Bunny qui débarque depuis une fusée à destination de la planète Mars. Dans ce cartoon, K-9 est d'une nature très naïve et peu éveillée mais il est très obéissant à son maître. Il a même un rôle parlant dans le cartoon. Cependant, dans les dessins animés suivants, il prendra un air de supériorité face à Marvin le Martien.
Plus tard, K-9 joue des rôles de figuration dans des jeux vidéos (comme Une faim de loup (Sheep, Dog, 'n' Wolf)).
K-9 joue dans deux épisodes de la série TV Duck Dodgers (dans lesquels il est doublé par Frank Welker) : K-9 Kaddy (2003), cartoon où on le voit chatouilleux quand deux chiens de prairie le chatouillent au menton et au ventre, et K-9 Quarry (2004).
K-9 apparaît en cameo dans un épisode de la série Minus et Cortex des Animaniacs, aux côtés de Marvin.
K-9 fait une autre brève apparition dans The Looney Tunes Show au cours de la partie musicale avec Marvin chantant I'm A Martian.
Une animation de 41 minutes de Friz Freleng et Chuck Jones Marvin the Martian & K9: 50 Years on Earth a été créée le 21 juillet 1998, avec Mel Blanc faisant les voix de Marvin le Martien et de son chien.

## Voix
- Mel Blanc dans Haredevil Hare
- Frank Welker dans la série télé Duck Dodgers